# Omphalucha dentilinea
Omphalucha dentilinea är en fjärilsart som beskrevs av W. Warren 1897. Omphalucha dentilinea ingår i släktet Omphalucha och familjen mätare. Inga underarter finns listade i Catalogue of Life.